# Ichneumon bituberculatus
Ichneumon bituberculatus là một loài tò vò trong họ Ichneumonidae.